# Edmund C. Tarbell

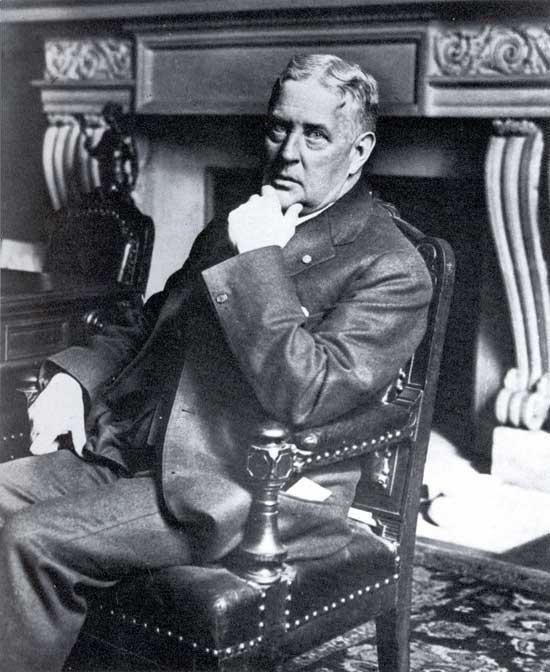
Edmund C. Tarbell.

Edmund Charles Tarbell, född den 26 augusti 1862 i Groton, Massachusetts, död den 1 augusti 1938 i New Castle, New Hampshire, var en amerikansk målare.
Tarbell studerade i Paris, bosatte sig i Boston, målade landskap, genretavlor och porträtt. 